# Labidodemas maccullochi
Labidodemas maccullochi is een zeekomkommer uit de familie Holothuriidae.
De wetenschappelijke naam van de soort werd in 1958 gepubliceerd door Elisabeth Deichmann.